# Aniko Kery
Aniko Kery född den 31 mars 1956 i Budapest, Ungern, är en ungersk gymnast.
Hon tog OS-brons i lagmångkampen i samband med de olympiska gymnastiktävlingarna 1972 i München.